# Dactylomys boliviensis
Dactylomys boliviensis é uma espécie de roedor da família Echimyidae.
Pode ser encontrada nas Yungas da Bolívia e do sudeste do Peru, estendendo-se ao extremo oeste do Brasil.